# Lycée Douanier Rousseau
Le lycée Douanier Rousseau est un établissement français d'enseignement secondaire situé au 7 Rue des Archives, à Laval (Mayenne). Il est dépendant de l'Académie de Nantes et entretenu par la Région Pays de la Loire.

## Présentation
Le lycée hérite en 1968 du nom d'Henri Rousseau, un célèbre peintre lavallois. En 1974, il est renommé Lycée Douanier Rousseau. C'est un des deux lycées généraux et technologiques de secteur de Laval, avec le Lycée Ambroise-Paré

## Histoire
L’établissement primitif, architecture des débuts de la Troisième République est construit en 1885 par l’architecte Léopold Ridel, et sert d’annexe primaire au lycée de garçons (lycée de Laval).

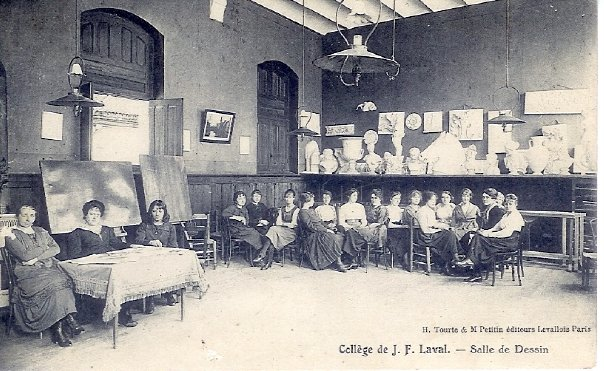
Cours de dessins du collège de jeunes filles de Laval.

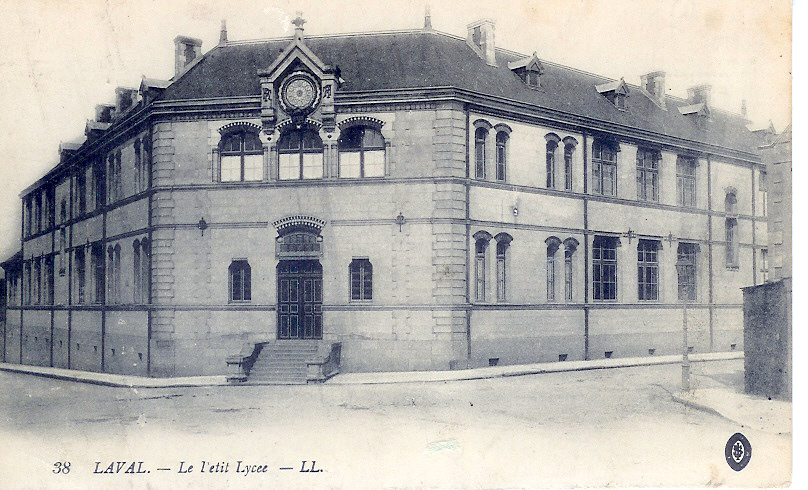
Bâtiment de l'internat du lycée Douanier Rousseau.

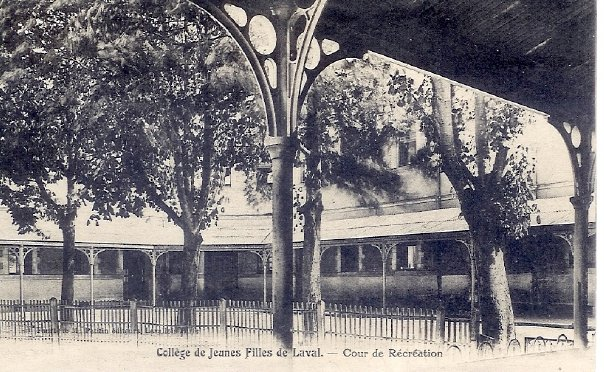
Cour de récréation du lycée Douanier Rousseau.

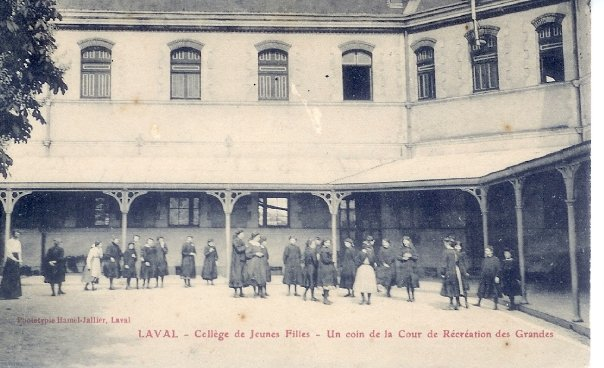
Autre vue de la cour de récréation du lycée Douanier Rousseau.

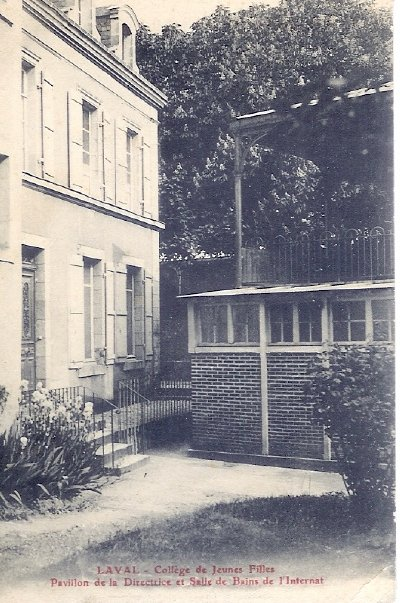
Maison de la directrice.

Un collège de jeunes filles est créé en 1902 dans ce petit lycée (l’établissement ne devient autonome qu’en 1905). L’enseignement est unifié en 1924 avec celui des garçons. Pendant la Seconde Guerre mondiale, l’établissement est occupé par les Allemands. Les cours ont lieu au lycée de garçons, puis à l’école normale d’institutrices.
Après la Libération, pour faire face à l’accroissement des effectifs, on envisage la construction d’un lycée neuf dans le parc du château Dulong-de-Rosnay.

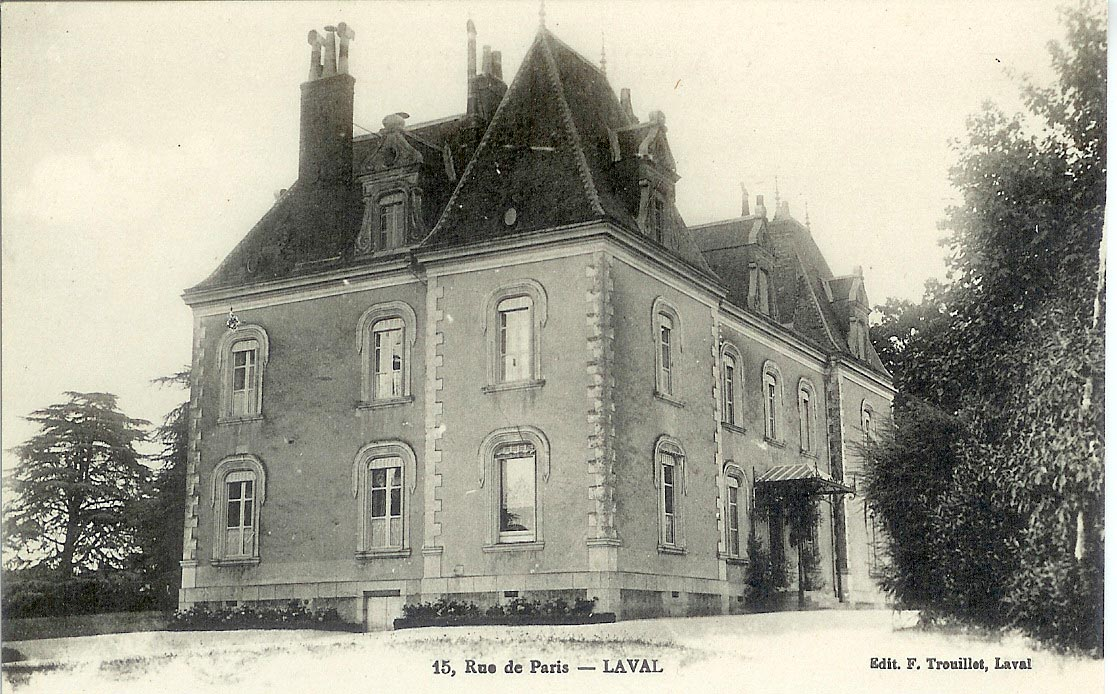
Bâtiment administratif du lycée Douanier Rousseau dit « le Château », à l'origine château Dulong-de-Rosnay.

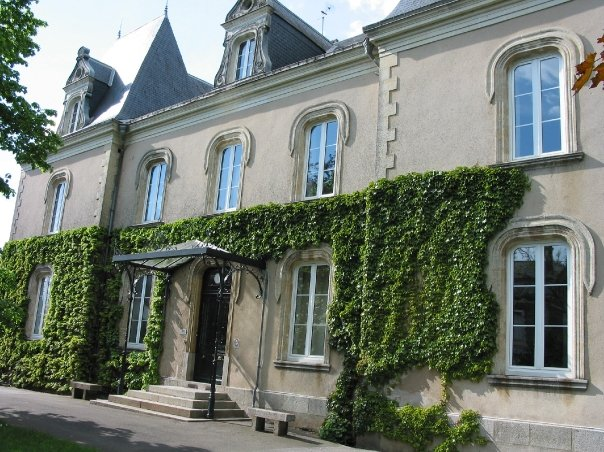
Le château Dulong-de-Rosnay.

C'est l'architecte angevin Yves Moignet, premier grand prix de Rome, qui est chargé du projet de construction du lycée neuf dont les bâtiments (externat, restaurant scolaire, gymnase) sont inaugurés en 1972. Le château accueille désormais l'administration de l'établissement. Le lycée qui se nomme lycée « Henri Rousseau » depuis 1968, devient en 1974 le lycée « Douanier Rousseau ».
La mixité arrive à la rentrée de 1969 (3 garçons), et le premier cycle disparaît progressivement de 1969 à 1972. Les anciens bâtiments de 1885 accueillent l’internat. L’enseignement post-baccalauréat de sections de techniciens supérieurs arrive en 1982. À partir de 1985, la croissance des effectifs (commune à tous les lycées) demande de nouveaux agrandissements. La région Pays de la Loire, propriétaire depuis la décentralisation de 1986, réalise une extension du bâtiment d'enseignement en 1989. Un nouvel agrandissement, destiné à remplacer des établissements préfabriqués (dont certains ont 30 ans), est décidé dans le cadre du plan d'urgence des lycées de 1990 (ouverture en mars 1993).

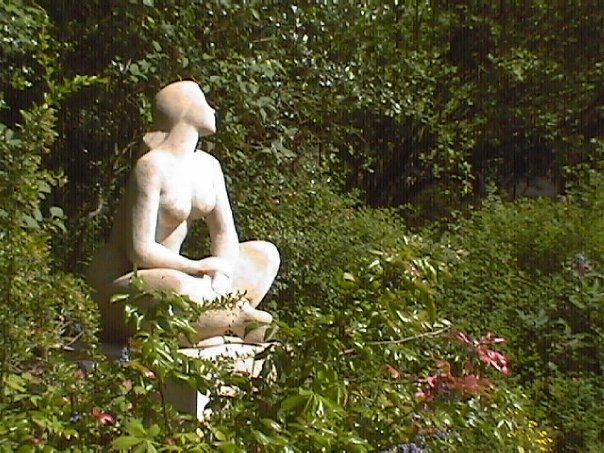
La nymphe rustique, sculpture dans le parc du lycée Douanier Rousseau.

En 2006, s’achève la construction d’une salle de théâtre de plus de 200 places et doté d’un grand plateau fixe à destination des élèves de l’option Théâtre-Expression dramatique. Cela fait du lycée Douanier Rousseau le premier lycée de France à avoir une salle de théâtre disposant de tout le matériel professionnel comme des gradins rétractables, des coulisses, et un matériel son et lumière de haut niveau.
Depuis la rentrée 2023, d'importants travaux de restructuration du lycée sont entrepris par la Région Pays de la Loire. Le bâtiment A, le plus fréquenté, est entièrement rénové, isolé par l'extérieur et se voit construire un nouvel étage de 300 m², qui sera dédié au pôle scientifique. Ce même bâtiment profitera d'une extension de 1200 m² qui accueillera la vie scolaire, l'infirmerie, le foyer des élèves, l'accueil et des nouvelles salles de classe. Depuis 2023, le Baccalauréat français international (section britannique) est proposé aux élèves de première. Cet enseignement optionnel s'ouvre également aux élèves de seconde à partir de la rentrée 2024.

## Classement du lycée
En 2024, le lycée se classe 11e sur 17 au niveau départemental quant à la qualité d'enseignement, et 1677e au niveau national. Le classement s'établit sur trois critères : le taux de réussite au bac, la proportion d'élèves de première qui obtient le baccalauréat en ayant fait les deux dernières années de leur scolarité dans l'établissement, et la valeur ajoutée (calculée à partir de l'origine sociale des élèves, de leur âge et de leurs résultats au diplôme national du brevet).

## Aujourd’hui

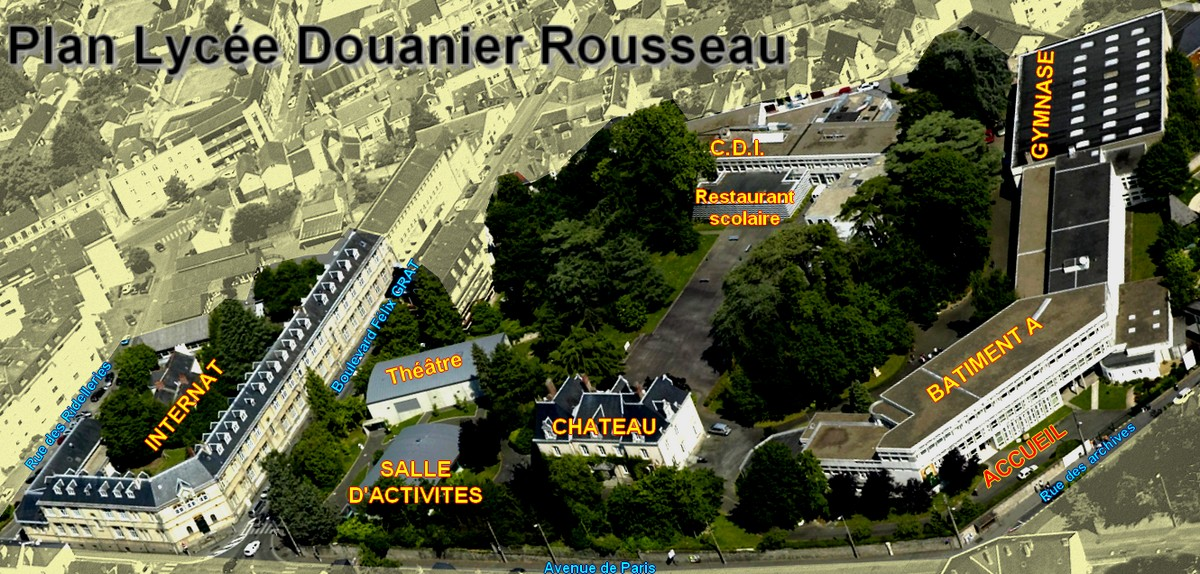
Plan du lycée.

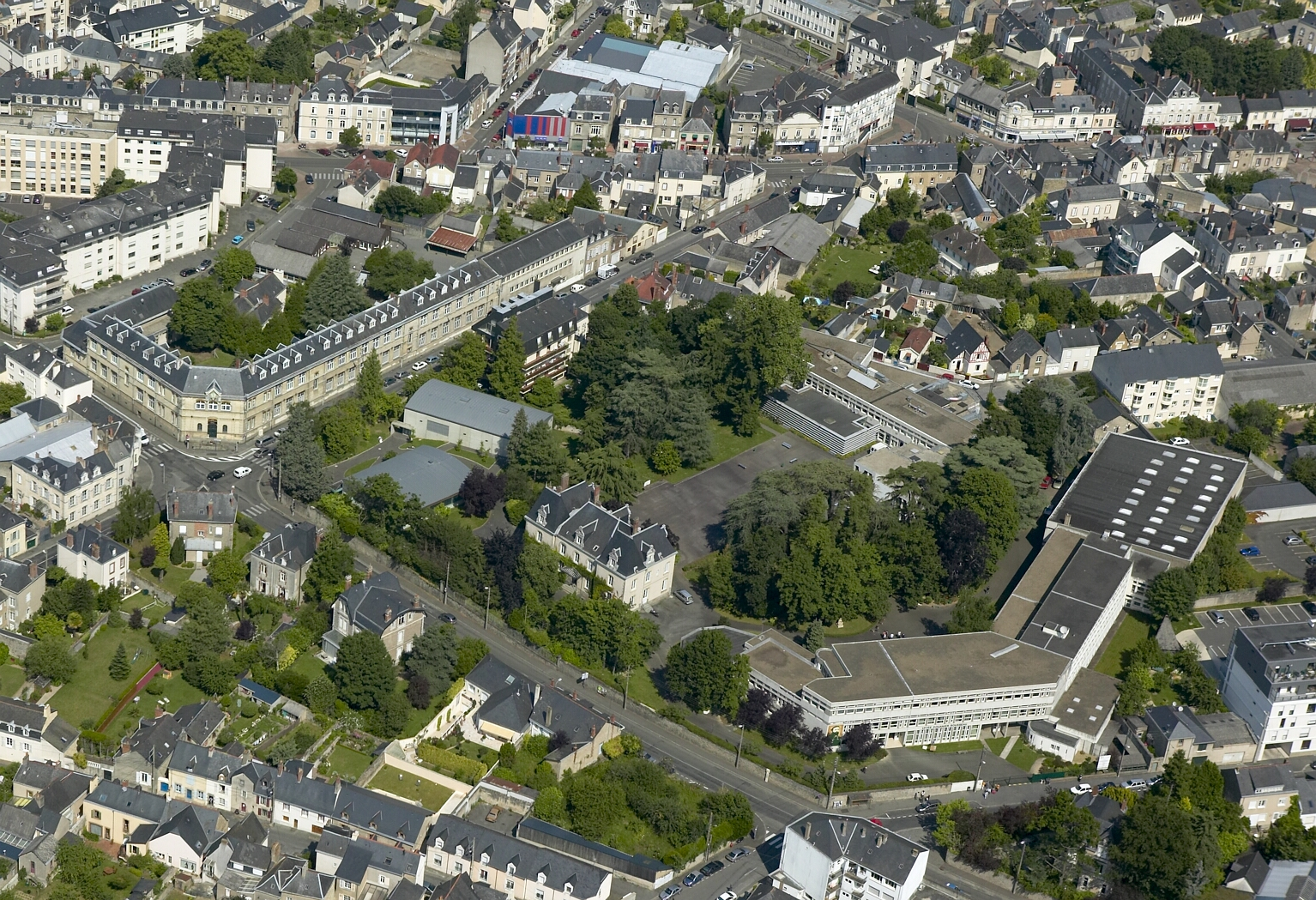
Vue aérienne du lycée.

Le lycée Douanier Rousseau est un établissement de centre-ville qui accueille 1080 élèves. Le cadre de vie et les bons résultats contribuent à valoriser ce lycée renommé de Laval.
Une soixantaine d’agents et personnels d’éducation, quatre-vingt dix professeurs, œuvrent chaque jour au bon fonctionnement de cet établissement public local d’enseignement offrant quatre séries différentes et un grand nombre d'options.

## Internat
Un petit effectif confère à l’internat une dimension humaine, elle permet de suivre individuellement le travail et les résultats scolaires de chacun. Des salles de permanence, de télévision, un accès Internet sécurisé permettent de pratiquer des activités ludiques nécessaires à un bon équilibre. Des sorties culturelles complètent les possibilités d’ouverture offertes aux élèves.

## Formations
Deux niveaux d’enseignement cohabitent au sein du lycée Douanier Rousseau : le second cycle et deux sections de brevet de technicien supérieur (BTS).

### Seconde générale
- Enseignements optionnels : Langues et Cultures de l'Antiquité (Latin), Arts Plastiques, Théâtre
- Sections spécifiques : Section Européenne anglais / allemand

### Baccalauréat général
- Enseignements de spécialité : Arts Plastiques, Théâtre, Histoire-Géographie / Géopolitique / Sciences Politiques, Humanités / Littérature / Philosophie, LLCE Anglais / Allemand, Mathématiques, Physique-Chimie, Sciences de la Vie et de la Terre, Sciences Économiques et Sociales
- Enseignements optionnels : Langues et Cultures de l'Antiquité (Latin), Arts Plastiques, Théâtre
- Sections spécifiques : Bac Français International

### BTS
- BTS SAM (support à l'action managériale) ;
- BTS SIO (services informatiques aux organisations).

## Préparation au concours Sciences-Po
Depuis la rentrée 2008, les élèves du lycée Douanier Rousseau en partenariat avec l'IEP de Rennes (Sciences Po Rennes) peuvent suivre « Le Programme d’Études Intégrées », programme mis en place par 6 IEP de province (Aix, Lille, Lyon, Rennes, Strasbourg, Toulouse). Ce dispositif a pour but de préparer le concours commun des 6 IEP mais également d'aider les lycéens de condition modeste à la poursuite d’études supérieures. En juin 2009 sur 12 candidats du lycée Douanier Rousseau, quatre ont réussi le concours des 6 IEP, deux ont réussi le concours de Sciences-Po Paris, deux ont réussi le concours de l'IEP de Bordeaux.

## Professeurs illustres
- De 1989 à 2012, la pédagogue Dany Porché y a enseigné le français et le théâtre.

## Anciens élèves
- Michaël Cavalier, musicien et compositeur ;
- Guillaume Garot, homme politique français, député-maire de Laval, ministre de l’agroalimentaire dans le gouvernement Ayrault 2 ;
- Cassandre Manet, actrice française ;
- Monique Rabin, femme politique française, née le 2 juillet 1954 à Laval. Elle est maire de la commune de Saint-Philbert-de-Grand-Lieu (Loire-Atlantique), vice-présidente du conseil régional des Pays de la Loire, et députée de la neuvième circonscription de la Loire-Atlantique ;
- Maël Rannou, essayiste, bibliothécaire et spécialiste de la bande dessinée ;
- Erwann Surcouf, illustrateur et auteur de bande dessinée français ;
- Simone Weil, philosophe.